# Магга, Уле Хенрик
Уле Хенрик Магга (северносаам. Ole Henrik Magga; род. 12 августа 1947, Кёутукейну, Норвегия) — саамский лингвист и политик.

## Биография
Родился 12 августа 1947 года в Кёутукейну, в Норвегии.
Окончил университет Осло, написав магистерскую работу «Lokative læt-setninger i samisk» («Локатив „быть“ в саамском языке»), а в 1986 году защитил докторскую работу.
В 1993 году избран членом Норвежской академии наук.
В 1997 году стал профессором (после Кнута Бергсланда) на кафедре финно-угорских языков в университете Осло, но оставил должность и занял профессорскую ставку по кафедре саамской лингвистики в Саамском институте в Кёутукейну.
Был делегатом Всемирного съезда коренных народов (WCIP) в период его организации в Канаде в 1975 году. С 1980 по 1985 годы возглавлял Норвежскую саамскую ассоциацию, а с 1989 по 1997 годы был первым председателем Саамского парламента Норвегии.
С 1992 по 1995 годы был членом Всемирной комиссии по культуре и развитию, а в 2002 году стал первым председателем постоянного форума ООН по вопросам коренных народов.

## Награды
- Орден Святого Олафа командор ордена (2006)
- Почётная премия Союза Саамов (2017[7])